# Ткаченко, Никанор Корнеевич
Никанор Корнеевич Ткаченко (14.08.1912 — 19.11.1944) — советский военный политработник в годы Великой Отечественной войны, Герой Советского Союза (24.03.1945, посмертно). Гвардии майор. 
Погиб на Батинском плацдарме при штурме господствующей высоты 205.

## Биография
Родился 1 августа 1912 года в селе Залевки ныне Смелянского района Черкасской области в семье служащего. Украинец. Член ВКП(б)/КПСС с 1939 года. Окончил Ирклиевский зоотехникум. Работал зоотехником.
В Красной Армии с июля 1942 года. В действующей армии с августа 1942 года. Воевал на Сталинградском, Воронежском, Степном, 2-м и 3-м Украинских фронтах.
Заместитель командира 211-го гвардейского стрелкового полка по политической части 73-й гвардейской стрелковой дивизии 57-й армии 3-го Украинского фронта гвардии майор Николай Ткаченко отличился в боях за освобождения Югославии.
В ходе Белградской наступательной операции при освобождении Белграда вместе с двенадцатью автоматчиками ворвался на Старый Савский мост через реку Сава и захватил его, чем обеспечил успех продвижения остальных войск. С помощью сербского учителя Миладина Зарича, видевшего минирование моста немцами, бойцы обезвредили заряды взрывчатки, а затем около 3 часов до подхода подкрепления отбивали атаки противника, пытавшегося ворваться на мост и уничтожить его. Мост был удержан. В боях за Белград был ранен.
В период подготовки к форсированию Дуная в районе населённого пункта Батина лично подбирал бойцов в состав штурмовых групп. В ходе Апатин-Капошварской наступательной операции, переправившись вместе с полком через Дунай, участвовал в боях за расширение плацдарма. Всё время находился на передовой, личным примером подбадривая бойцов. Принимал непосредственное участие в штурме ключевого узла немецкой обороны у села Батина — высоты 205. 19 ноября 1944 года, возглавляемая им штурмовая группа 211-го полка отразила девять немецких контратак. Никанор Корнеевич Ткаченко погиб в бою на высоте 205.
Указом Президиума Верховного Совета СССР от 24 марта 1945 года за мужество, отвагу и героизм гвардии майору Ткаченко Никанору Корнеевичу посмертно присвоено звание Героя Советского Союза.
Награждён орденом Ленина, двумя орденами Красного Знамени, орденом Отечественной войны 1-й степени, медалями.
Похоронен в городе Сомбор. Именем Героя названа улица в городе Смела.